# Stay Hungry
Stay Hungry è il terzo album in studio del gruppo musicale statunitense Twisted Sister, pubblicato il 10 maggio 1984 dalla Atlantic Records.
L'album include i due maggiori successi del gruppo, We're Not Gonna Take It e I Wanna Rock, che permisero al disco di ottenere il triplo disco di platino per le vendite di oltre 3 milioni di copie nei soli Stati Uniti.
I Twisted Sister eseguono la canzone Burn in Hell durante un cameo nel film Pee-wee's Big Adventure, noto per esser stato il primo diretto dal regista Tim Burton.
Nel 2004, l'album è stato interamente registrato daccapo dal gruppo stesso sotto il titolo Still Hungry.

## Tracce
Testi e musiche di Dee Snider.
1. Stay Hungry – 3:03
2. We're Not Gonna Take It – 3:38
3. Burn in Hell – 4:53
4. Horror-Teria (the Beginning) – 7:45
5. I Wanna Rock – 3:00
6. The Price – 3:48
7. Don't Let Me Down – 4:26
8. The Beast – 3:30
9. S.M.F. – 3:00

## Formazione
- Dee Snider - voce
- Jay Jay French - chitarra
- Eddie "Fingers" Ojeda - chitarra
- Mark "The Animal" Mendoza - basso
- A.J. Pero (Anthony Jude Pero) - batteria